# Christian W. Anemüller
Christian W. Anemüller, celým jménem Christian Wilhelm Anemüller (2. července 1844 – 5. ledna 1890 Drážďany) byl německý malíř. Ve své práci se soustředil především na historické a žánrové malby, portréty a vitráže. Nejprve žil a pracoval v saských Drážďanech, kde také v polovině 70. let 19. století studoval malířství na Královské akademii výtvarných umění u profesorů Theodora Grosse (1829–1891) a Ferdinanda Pauwelse (1830–1904). Mezi lety 1880 a 1882 svá díla vystavoval na akademických uměleckých výstavách v Drážďanech. V 80. letech 19. století přesídlil do Stuttgartu, kde se začal věnovat tvorbě vitráží. K jeho nejznámějším pracím patří vitráže s vyobrazením Kristova Vzkříšení pro kostel v saském Reuthu a vitráže se Snímáním Krista z kříže pro nový kostel v Heslachu (část města Stuttgart). Podle návrhu akademického malíře Augusta Frinda (1852–1924) zpracoval vitráže pro ojedinělou Dittrichovu hrobku v severočeské Krásné Lípě.